# لوغان الكسندر
لوغان الكسندر (بالإنجليزية: Logan Alexander)‏ (10 يونيو 1986 في المملكة المتحدة - ) هو لاعب كرة قدم أمريكي في مركز الدفاع. شارك مع منتخب برمودا لكرة القدم. أما مع النوادي، فقد لعب مع Baltimore Blast ‏ وBermuda Hogges F.C. ‏ وNorth Village Rams ‏.

## وصلات خارجية
- لوغان الكسندر على موقع قاعدة بيانات كرة القدم.إي يو (الإنجليزية)
- لوغان الكسندر على موقع ناشيونال فوتبول تيمز (الإنجليزية)